# Alejandro Parada
Alejandro Antonio Parada (5 luglio 2004) è un lunghista cubano.

## Biografia
Nel 2022, dopo aver conquistato il titolo di campione nazionale under 21 del salto in lungo, prende parte ai campionati mondiali under 20 di Cali, dove ottiene la medaglia d'argento.
Nel 2023 partecipa ai Giochi centramericani e caraibici di San Salvador, dove conquista la medaglia d'oro, mentre ai campionati mondiali di Budapest raggiunge la finale posizionandosi al decimo posto in classifica. Due mesi dopo conquista la medaglia d'argento ai Giochi panamericani di Santiago del Cile.
Nel 2024 si classifica quarto nel salto in lungo ai campionati ibero-americani di Cuiaba, in Brasile.

## Progressione

### Salto in lungo
| Stagione | Misura | Luogo    | Data      | Rank. Mond. |
| -------- | ------ | -------- | --------- | ----------- |
| 2024     | 7,82 m | Malaga   | 9-7-2024  | 161º        |
| 2023     | 8,15 m | L'Avana  | 12-3-2023 | 29º         |
| 2022     | 8,06 m | Camagüey | 7-7-2022  | 46º         |
| 2020     | 7,37 m | L'Avana  | 21-3-2020 | 644º        |
| 2019     | 7,26 m | Camagüey | 20-7-2019 | 1302º       |

## Palmarès
| Anno | Manifestazione      | Sede              | Evento         | Risultato | Prestazione | Note |
| ---- | ------------------- | ----------------- | -------------- | --------- | ----------- | ---- |
| 2022 | Mondiali under 20   | Cali              | Salto in lungo | Argento   | 7,91 m      |      |
| 2023 | Giochi CAC          | San Salvador      | Salto in lungo | Oro       | 7,88 m      |      |
| 2023 | Mondiali            | Budapest          | Salto in lungo | 10º       | 7,86 m      |      |
| 2023 | Giochi panamericani | Santiago del Cile | Salto in lungo | Argento   | 8,01 m      |      |
| 2024 | Ibero-americani     | Cuiaba            | Salto in lungo | 4º        | 7,79 m      |      |
| 2024 | Giochi olimpici     | Parigi            | Salto in lungo | 25º (q)   | 7,62 m      |      |

## Campionati nazionali
- 1 volta campione cubano under 21 del salto in lungo (2022)

2022
- Oro ai campionati cubani under 21, salto in lungo - 8,06 m

2023
- Bronzo ai campionati cubani assoluti, salto in lungo - 7,91 m

2024
- Argento ai campionati cubani assoluti, salto in lungo - 7,77 m